# Тайфун у берегов Японии
«Тайфун у берегов Японии» (англ. «Typhoon off the Coast of Japan») — первое литературное произведение Джека Лондона, был опубликован 12 ноября 1893 года в газете «San Francisco Call».

## История написания
В 1893 году Джек Лондон принял участие в литературном конкурсе газеты «San Francisco Call». Вот как писатель рассказывает историю написания очерка в автобиографическом повествовании «О себе»:
«Когда я еще учился в школе, то писал, бывало, обычные школьные сочинения, за что меня кое-как и хвалили. Работая на джутовой фабрике, я снова пробовал изредка написать что-нибудь. Фабрика забирала у меня тринадцать часов в сутки, а поскольку я был молодой и любил развлечься в свободные от работы часы, то на написания времени почти не оставалось. Сан-Франциская газета „Колл“ назначила премию за очерк, и моя мать уговаривала меня попытать счастья. Я послушал, выбрав тему „Тайфун у берегов Японии“. Очень усталый и сонный, зная, что в половине шестого утра должен уже быть на ногах, я в полночь приступил к рассказу и работал, пока не написал две тысячи слов — длинного очерка писать не разрешалось, но тему свою разработал наполовину. Следующей ночью, так же усталый, я написал еще две тысячи слов и заканчивая произведение, а третьей ночью взялся вычеркивать лишнее, чтобы соблюдать условия конкурса. Первую премию получил я; вторую и третью получили студенты Стэнфордского и Берклийского университетов.»
Победив на конкурсе, автор получил свой первый гонорар в размере 25 долларов.